# Juan Carlos Menseguez
Juan Carlos Menseguez (Córdoba, 18 febbraio 1984) è un ex calciatore argentino, di ruolo attaccante.

## Carriera
Dall'età di 5 anni è nelle giovanili del River Plate, esordendo in prima squadra nel 2003. Passerà poi un periodo di 4 anni in Germania, al Wolfsburg, prima del suo ritorno in patria al San Lorenzo.
Da gennaio 2009 è in prestito al West Bromwich, in Inghilterra, con il quale segna la sua prima rete nel successo per 3-0 ottenuto contro il Sunderland nel mese di aprile.
Nel settembre del 2009 torna in Argentina al San Lorenzo, dove viene affiancato all'esperta punta Bernardo Romeo.
Nell'agosto del 2013 torna al River Plate.

## Palmarès

### Club

#### Competizioni nazionali
- Campionato argentino: 4

River Plate: Clausura 2002, Clausura 2003
San Lorenzo: Clausura 2007, Inicial 2013